# Mesnil-Domqueur
Ne doit pas être confondu avec Domqueur.
Mesnil-Domqueur est une commune française située dans le département de la Somme, en région Hauts-de-France.
Depuis le juillet 2020, la commune fait partie du parc naturel régional Baie de Somme - Picardie maritime.

## Géographie

### Localisation
Mesnil-Domqueur est un village picard situé dans le Ponthieu
À vol d'oiseau, la localité est située à 7 km à l'ouest de Bernaville, 8 km au nord-ouest de Domart-en-Ponthieu, 9 km au nord-est d'Ailly-le-Haut-Clocher, 17 km à l'est d'Abbeville, 20 km au sud-ouest de Doullens et à 31 km au nord-ouest d'Amiens.
Le territoire de la commune est limitrophe de ceux de six communes.
Les communes limitrophes sont Domqueur, Beaumetz, Cramont, Domléger-Longvillers, Fransu et Maison-Roland.

### Hydrographie
La commune est située dans le bassin Artois-Picardie. Elle n'est drainée par aucun cours d'eau.

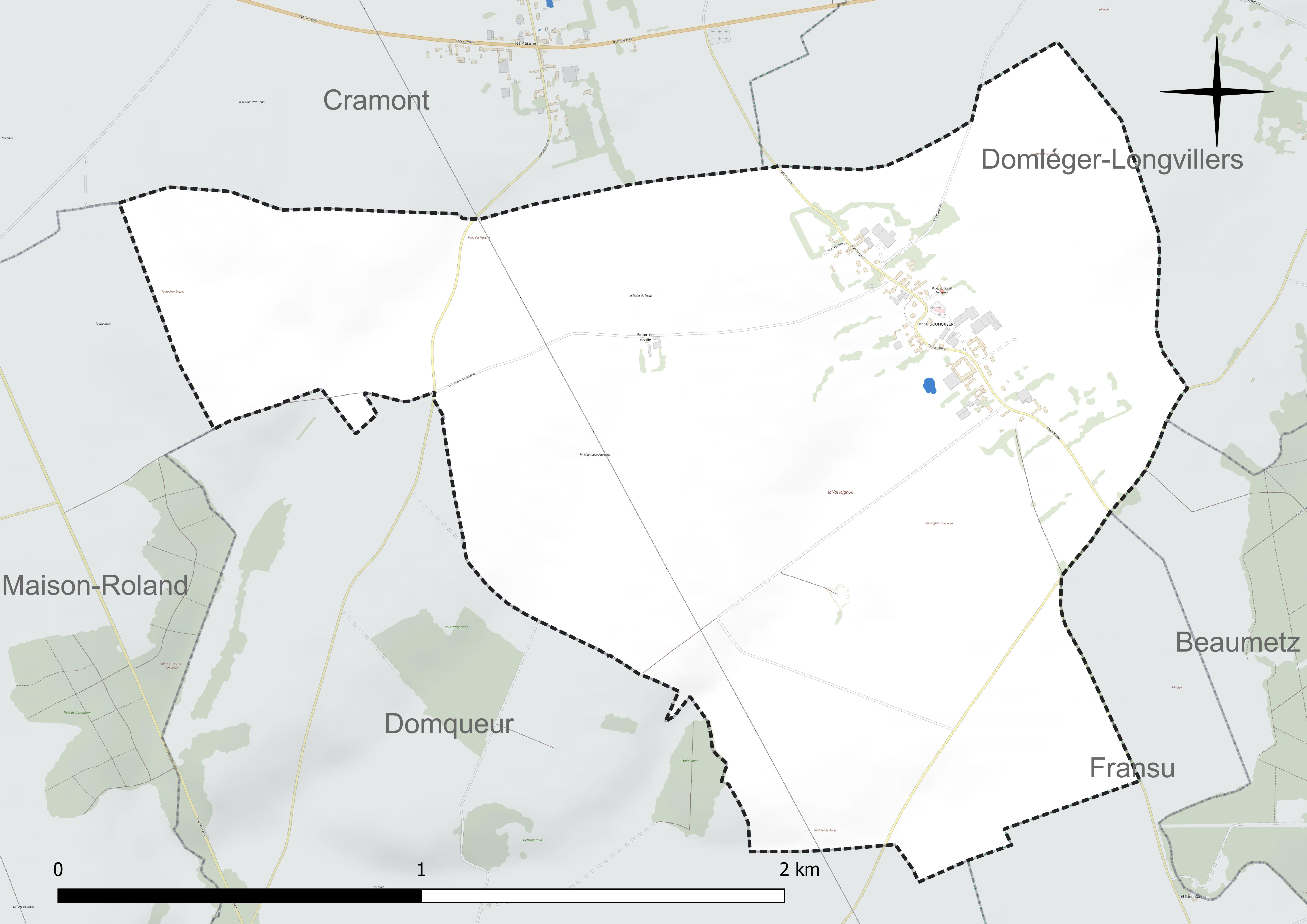
Réseau hydrographique de Mesnil-Domqueur.

### Climat
Pour des articles plus généraux, voir Climat des Hauts-de-France et Climat de la Somme.
En 2010, le climat de la commune est de type climat des marges montargnardes, selon une étude du CNRS s'appuyant sur une série de données couvrant la période 1971-2000. En 2020, Météo-France publie une typologie des climats de la France métropolitaine dans laquelle la commune est exposée à un climat océanique et est dans la région climatique Côtes de la Manche orientale, caractérisée par un faible ensoleillement (1 550 h/an) ; forte humidité de l'air (plus de 20 h/jour avec humidité relative > 80 % en hiver), vents forts fréquents.
Pour la période 1971-2000, la température annuelle moyenne est de 10 °C, avec une amplitude thermique annuelle de 13,6 °C. Le cumul annuel moyen de précipitations est de 873 mm, avec 12,7 jours de précipitations en janvier et 9 jours en juillet. Pour la période 1991-2020, la température moyenne annuelle observée sur la station météorologique la plus proche, située sur la commune de Bernaville à 7 km à vol d'oiseau, est de 10,4 °C et le cumul annuel moyen de précipitations est de 877,3 mm,. Pour l'avenir, les paramètres climatiques de la commune estimés pour 2050 selon différents scénarios d'émission de gaz à effet de serre sont consultables sur un site dédié publié par Météo-France en novembre 2022.

## Urbanisme

### Typologie
Au 1er janvier 2024, Mesnil-Domqueur est catégorisée commune rurale à habitat dispersé, selon la nouvelle grille communale de densité à sept niveaux définie par l'Insee en 2022.
Elle est située hors unité urbaine et hors attraction des villes,.

### Occupation des sols
L'occupation des sols de la commune, telle qu'elle ressort de la base de données européenne d'occupation biophysique des sols Corine Land Cover (CLC), est marquée par l'importance des territoires agricoles (92,9 % en 2018), une proportion identique à celle de 1990 (92,9 %). La répartition détaillée en 2018 est la suivante : 
terres arables (92,9 %), zones urbanisées (7,1 %). L'évolution de l'occupation des sols de la commune et de ses infrastructures peut être observée sur les différentes représentations cartographiques du territoire : la carte de Cassini (XVIIIe siècle), la carte d'état-major (1820-1866) et les cartes ou photos aériennes de l'IGN pour la période actuelle (1950 à aujourd'hui).

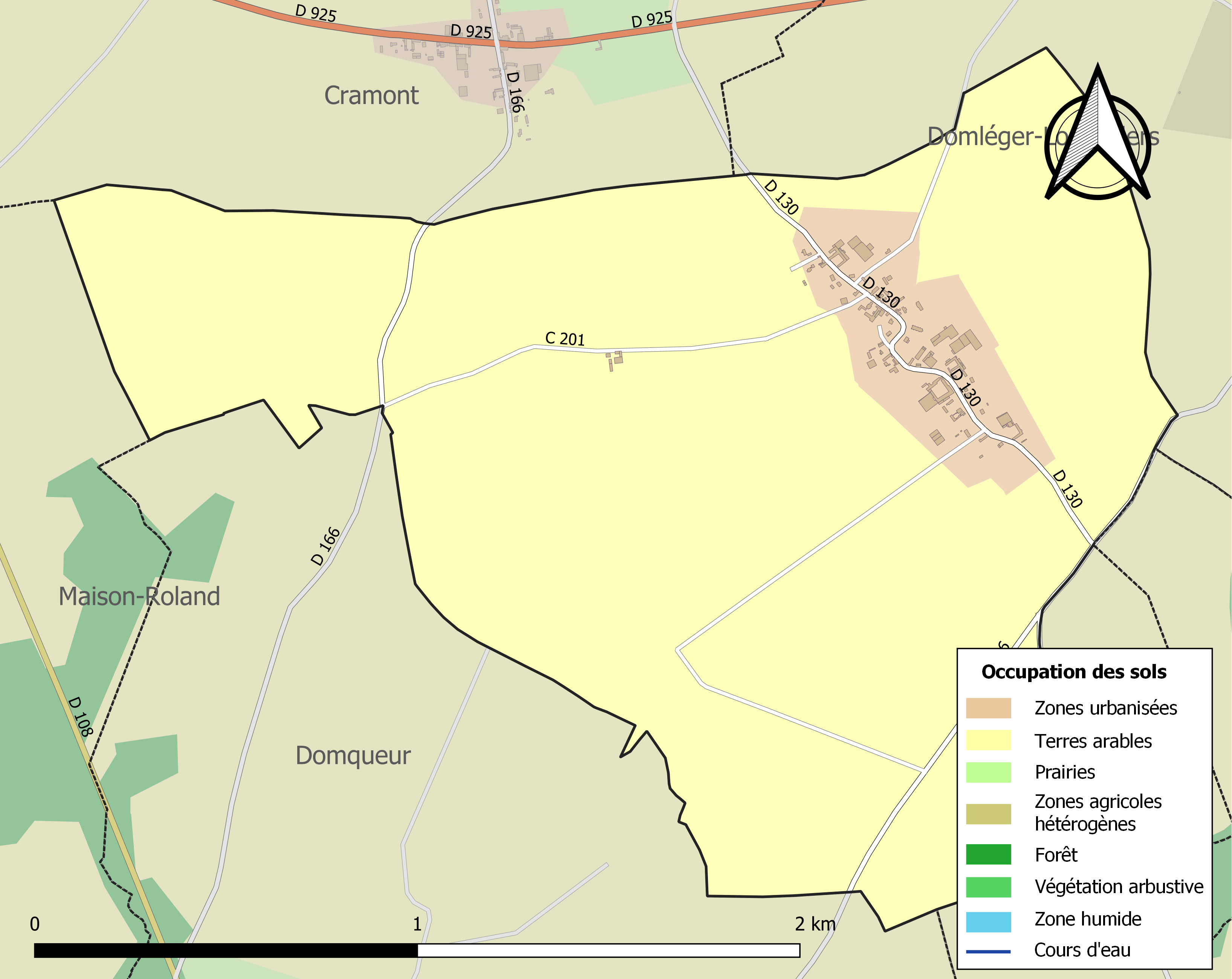
Carte des infrastructures et de l'occupation des sols de la commune en 2018 (CLC).

### Voies de communication et transports
Mesnil-Domqueur est desservi par la route départementale 130 (RD 130).
En 2019, la localité est desservie par la ligne d'autocars no 26 (Doullens - Bernaville - Abbeville)  et la ligne no 57 (Cramont - Bernaville - Amiens) du réseau inter-urbain Trans'80 qui permettent les déplacements vers Abbeville et Amiens.

## Toponymie
Mesnillum est cité par l'hospice de Saint-Riquier dès 1238. En 1242, Maisnil apparait dans un pouillé. Dans un état des armoiries de 1696, Le Minil le Doncqueuze est signalé. Un relevé des coutumes du Ponthieu donne Mesnil près Domqueur, en 1766.

« Mesnil », toponyme très répandu en France, à partir de Mansionem, le bas latin a créé un nouveau terme dérivé du mot latin mansionile, diminutif de mansio, demeure, habitation, maison. Devenu en français médiéval maisnil, mesnil, « maison avec terrain ».
Domqueur est attesté sous les formes Duroicoregum vers 365 ; de Dulcorio en 1176 ; Donquerre et Doncuerre vers 1203.

Du gaulois duro- « fortification » et du gaulois icorigo de sens incertain.

## Histoire
Au cours des guerres d'invasion, les habitants se réfugient dans des muches.

## Politique et administration
| Période                                  | Période                      | Identité             | Étiquette | Qualité                         |
| ---------------------------------------- | ---------------------------- | -------------------- | --------- | ------------------------------- |
| Les données manquantes sont à compléter. |                              |                      |           |                                 |
| mars 1971                                | 2008                         | Jean Leduc           |           |                                 |
| mars 2008                                | 2012                         | Jean-Claude Nivelle, |           | Démissionnaire                  |
| 2012                                     | En cours (au 8 octobre 2020) | Philippe Pierrin     |           | Réélu pour le mandat 2020-2026, |

## Population et société

### Démographie
L'évolution du nombre d'habitants est connue à travers les recensements de la population effectués dans la commune depuis 1793. Pour les communes de moins de 10 000 habitants, une enquête de recensement portant sur toute la population est réalisée tous les cinq ans, les populations de référence des années intermédiaires étant quant à elles estimées par interpolation ou extrapolation. Pour la commune, le premier recensement exhaustif entrant dans le cadre du nouveau dispositif a été réalisé en 2008.

En 2022, la commune comptait 89 habitants, en évolution de +2,3 % par rapport à 2016 (Somme : −1,26 %, France hors Mayotte : +2,11 %).
| 1793 | 1800 | 1806 | 1821 | 1831 | 1836 | 1841 | 1846 | 1851 |
| ---- | ---- | ---- | ---- | ---- | ---- | ---- | ---- | ---- |
| 267  | 235  | 250  | 287  | 274  | 272  | 277  | 263  | 246  |

| 1856 | 1861 | 1866 | 1872 | 1876 | 1881 | 1886 | 1891 | 1896 |
| ---- | ---- | ---- | ---- | ---- | ---- | ---- | ---- | ---- |
| 247  | 237  | 229  | 233  | 221  | 211  | 196  | 193  | 186  |

| 1901 | 1906 | 1911 | 1921 | 1926 | 1931 | 1936 | 1946 | 1954 |
| ---- | ---- | ---- | ---- | ---- | ---- | ---- | ---- | ---- |
| 176  | 176  | 159  | 139  | 140  | 131  | 129  | 125  | 90   |

| 1962 | 1968 | 1975 | 1982 | 1990 | 1999 | 2006 | 2008 | 2013 |
| ---- | ---- | ---- | ---- | ---- | ---- | ---- | ---- | ---- |
| 92   | 86   | 70   | 81   | 79   | 57   | 80   | 86   | 83   |

| 2018 | 2022 | - | - | - | - | - | - | - |
| ---- | ---- | - | - | - | - | - | - | - |
| 89   | 89   | - | - | - | - | - | - | - |

### Enseignement
En 2010, l'école ferme. Les élèves du village se rendent à l'école intercommunale Becquestoile de Saint-Riquier où un regroupement pédagogique concentré a été construit.

## Culture locale et patrimoine

### Lieux et monuments
- Église Saint-Sulpice.
- Réseau de muches, datant du XVIIIe siècle (souterrains-refuges), creusé dans la craie et composé de deux couloirs rectilignes bordés de cinquante salles (certaines doubles) parallèles entre elles[23]. Une galerie avec une voûte à redans ou simple, sous l'église, conduit à un réseau profond de galeries[36].

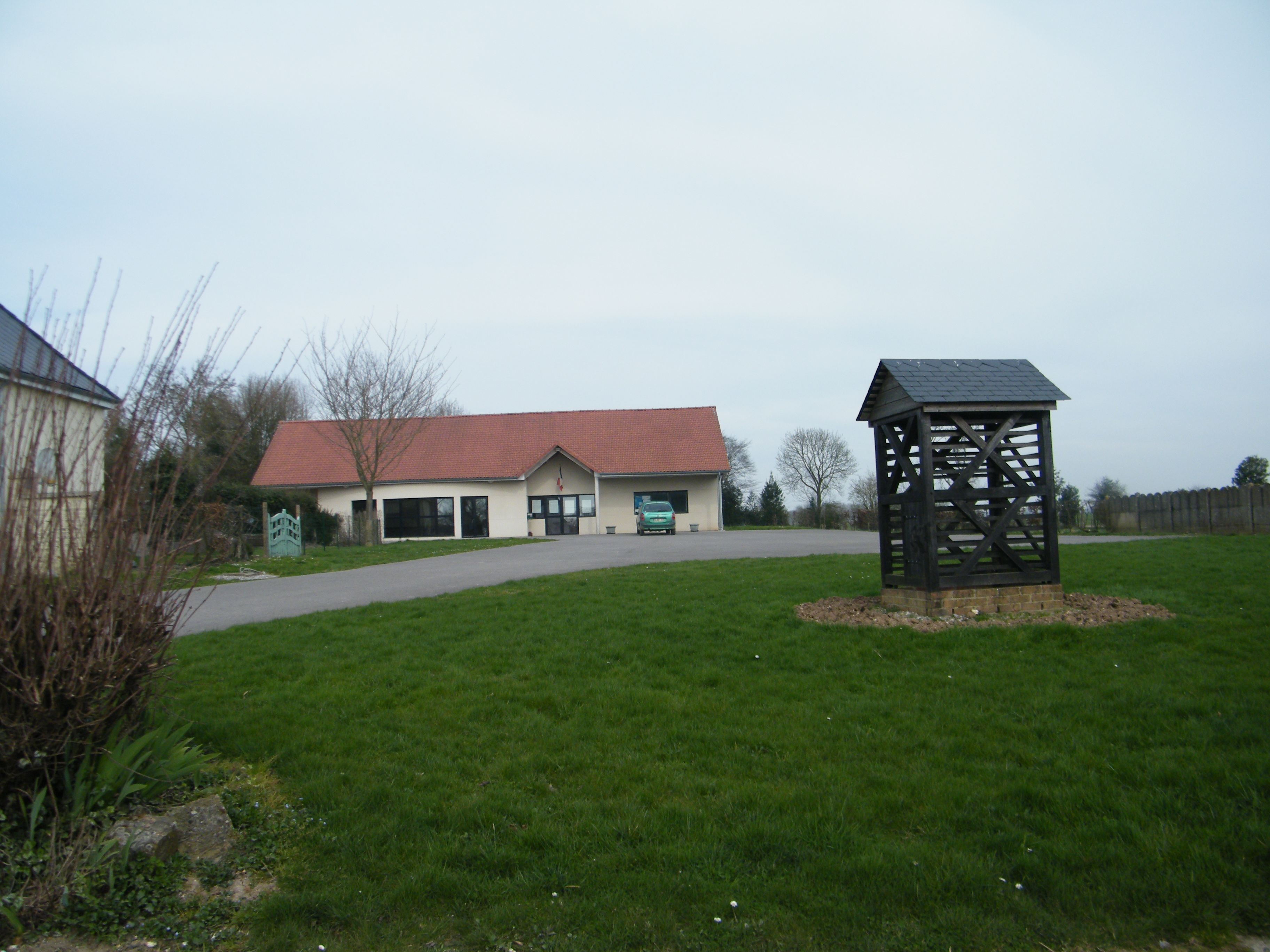
Puits ancien reconstitué devant la mairie et la salle communale.
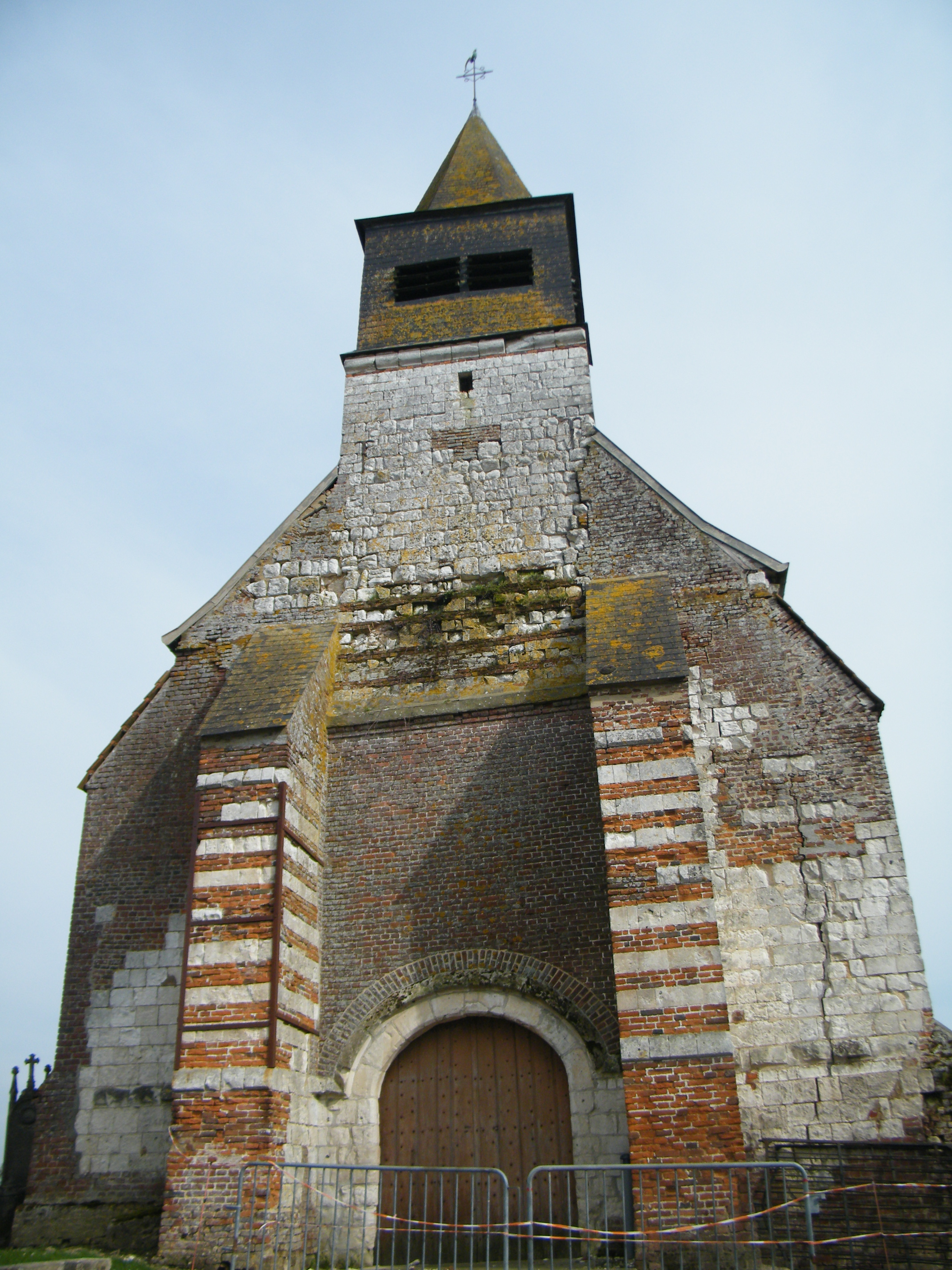
Le clocher de l'église.
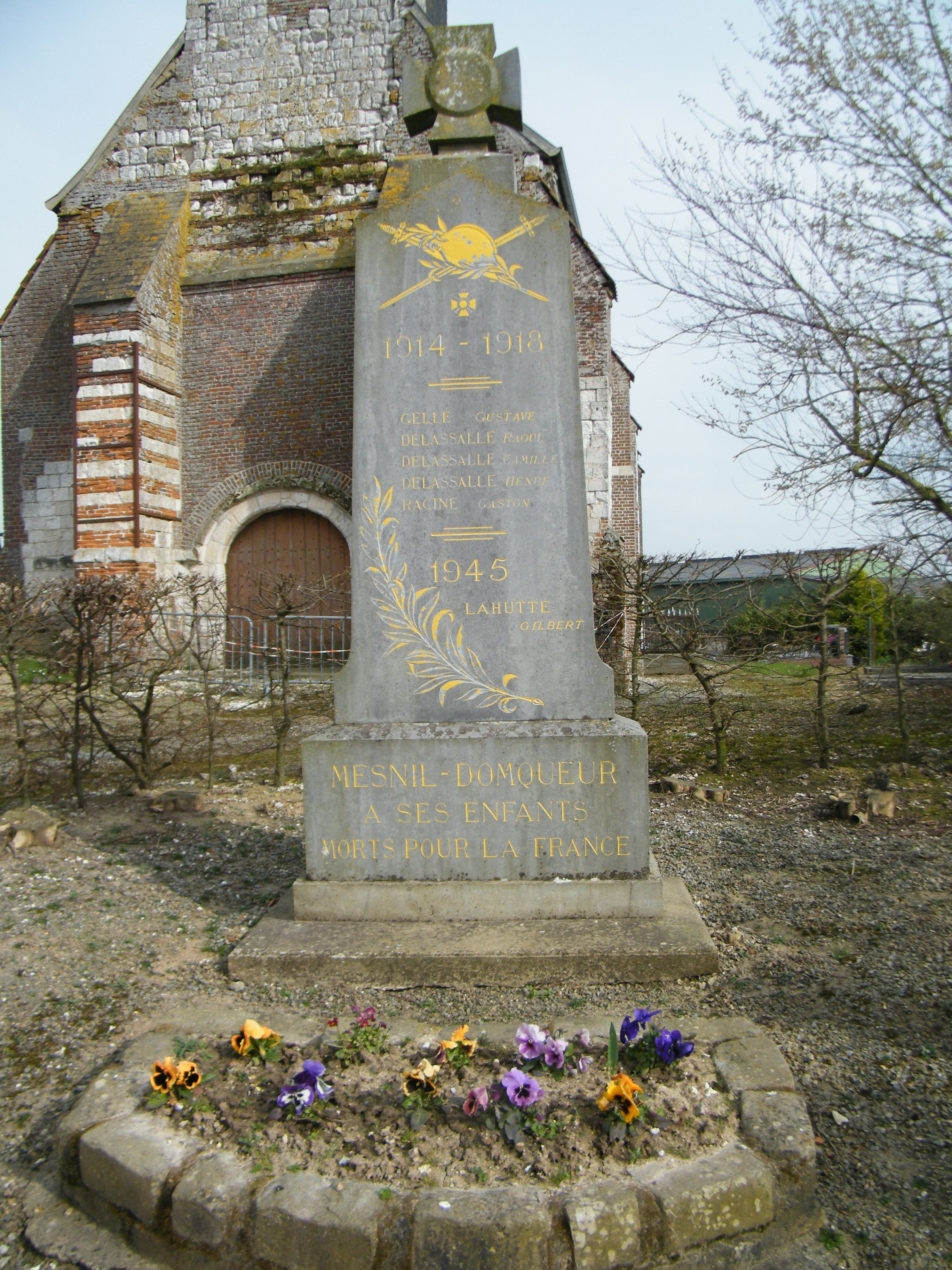
Le monument aux morts pour la patrie.
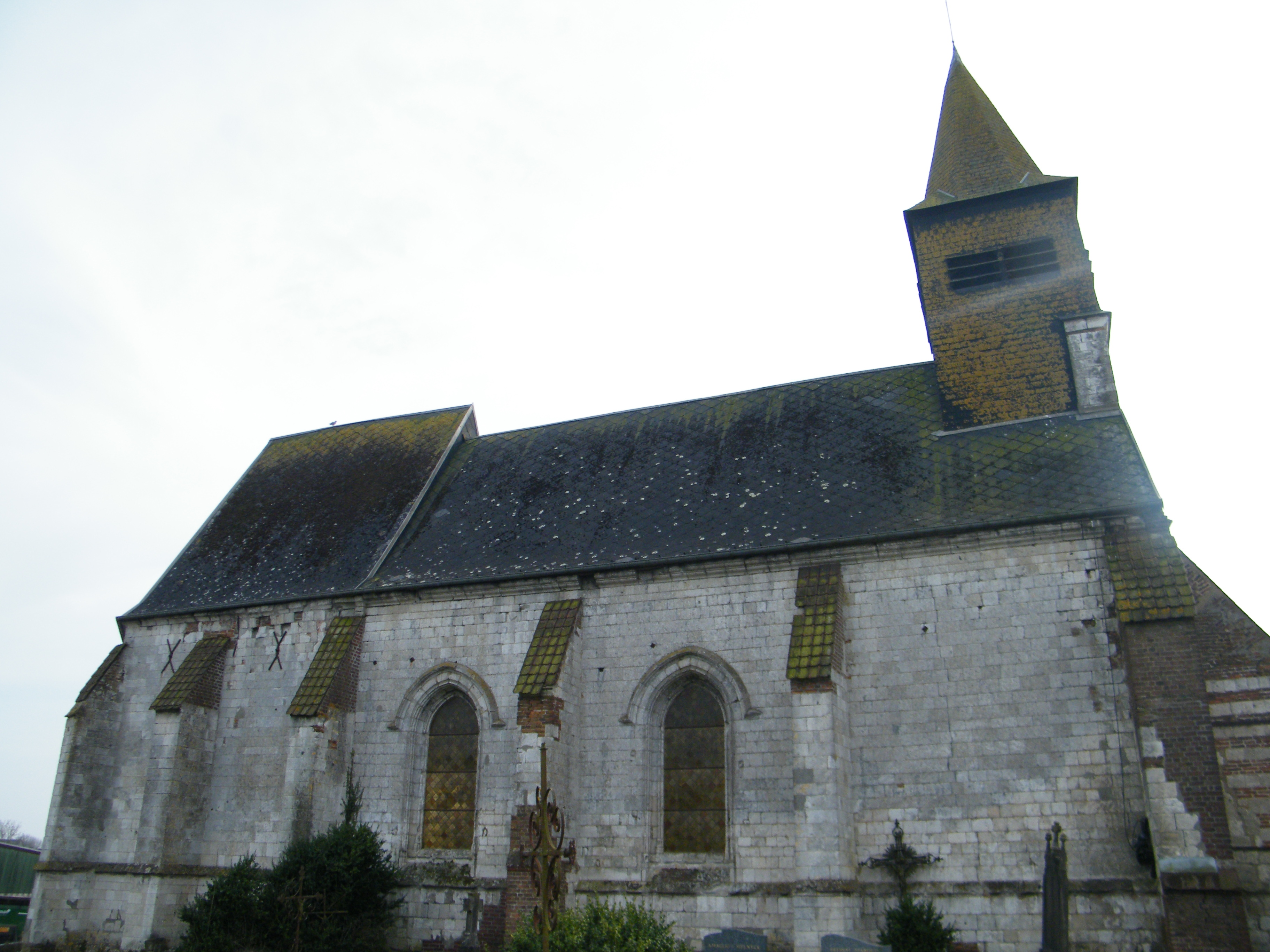
L'église qui renferme l'entrée des muches.

### Héraldique
| Blason de Mesnil-Domqueur | Blason  | D'azur au chevron d'or chargé de trois roses de gueules et accompagné de trois molettes d'argent ; sur le tout, d'or au chevron de gueules soutenu d'une épée haute du même. |
| Blason de Mesnil-Domqueur | Détails | Le statut officiel du blason reste à déterminer. |